# Joe Pass
Joe Pass (New Brunswick, 13 gennaio 1929 – Los Angeles, 23 maggio 1994) è stato un chitarrista jazz statunitense.
Joseph Anthony Passalacqua, meglio conosciuto come Joe Pass, viene ricordato come uno dei più grandi chitarristi jazz di tutti i tempi, non solo per la sua notevole tecnica e la grande conoscenza dello strumento, ma anche per le sue indiscutibili capacità improvvisative e compositive. Il suo uso estensivo della tecnica del walking bass, del contrappunto melodico durante l'improvvisazione, l'uso di uno stile di esecuzione a accordi-melodia e l'enorme conoscenza delle progressioni di accordi, hanno aperto nuove possibilità per la chitarra jazz e hanno avuto una profonda influenza sui chitarristi successivi.

## Primi anni
Nato a New Brunswick, nel New Jersey, Joe Pass, figlio di Mariano Passalacqua, un operaio di acciaieria nato a Gualtieri Sicaminò, in Sicilia, crebbe a Johnstown, Pennsylvania. Iniziò a suonare la chitarra dopo essere stato ispirato dall'interpretazione dell'attore Gene Autry di un cowboy che suonava la chitarra. Ricevette la sua prima chitarra, una Harmony comprata per 17 dollari, per il suo nono compleanno. Il padre di Pass riconobbe presto che suo figlio era particolarmente dotato e lo incitava costantemente a imparare brani a orecchio, suonare pezzi scritti originariamente per altri strumenti, esercitarsi nelle scale e non "lasciare nessuno spazio" - cioè riempire lo spazio tra le note della melodia.
Già da adolescente girava l'America con diversi gruppi jazz, migliorando le sue capacità chitarristiche, finché traslocò dalla Pennsylvania a New York; come molti musicisti contemporanei, ebbe presto contatto con la droga, il che lo portò in carcere durante gli anni '50. Questo colpo lo portò al distacco dallo strumento per parecchi anni. Tornò a suonare incessantemente la chitarra durante i due anni e mezzo passati nel centro di riabilitazione di Synanon, per poi tornare nel 1962 con "The Sounds of Synanon".

## Scoperta e conseguente carriera
Pass registrò una serie di album durante gli anni '60 per l'etichetta Pacific Jazz, tra cui i primi classici Catch Me, 12-String Guitar, For Django e Simplicity.
Nel 1963 ricevette il premio "Nuova Stella" dalla rivista Downbeat. Pass comparì anche nelle registrazioni per la Pacific Jazz di Gerard Wilson, Bud Shank e Les McCann. Andò in tour con George Shearing nel 1965. In massima parte, tuttavia, durante gli anni '60 lavorò per registrazioni in studio e per la televisione a Los Angeles.
Lavorò come sideman con Louis Bellson, Frank Sinatra, Sarah Vaughan, Joe Williams, Della Reese,  Billy Eckstine cui ha dato lezioni di chitarra,   e Johnny Mathis e comparve in spettacoli televisivi tra cui il "Tonight Show" di Johnny Carson, il "Merv Griffin Show", lo "Steve Allen Show", e altri. Nei primi anni '70, Pass e il chitarrista Herb Ellis si esibivano regolarmente al Donte's Jazz Club di Los Angeles. Questa collaborazione condusse alla registrazione da parte di Pass e Ellis del primissimo album della nuova etichetta Concord Jazz, intitolato semplicemente Jazz/Concord (#CJS-1), insieme al bassista Ray Brown e al batterista Jake Hanna. Negli stessi anni, Pass collaborò anche a una serie di libri di musica, e il suo Joe Pass Guitar Style (scritto con Billy Thrasher) è considerato uno dei più importanti testi sull'improvvisazione dagli studenti di jazz.
Norman Granz, il produttore di Jazz at the Philharmonic e fondatore della Verve Records firmò un contratto a Joe Pass per la sua nuova etichetta Pablo Records nel 1970. Nel '74, Pass produsse il suo storico album solista Virtuoso per la Pablo Records.
Sempre nel 1974, la stessa casa discografica pubblicò l'album The Trio che vedeva la partecipazione di Pass, Oscar Peterson e Niels-Henning Ørsted Pedersen. Ai Grammy Award del 1975, The Trio vinse il Grammy per la Migliore Performance Jazz da parte di un Gruppo. Come musicista "stabile" della Pablo Records, Pass registrò anche con Benny Carter, Milt Jackson, Herb Ellis, Zoot Sims, Duke Ellington, Dizzy Gillespie, Ella Fitzgerald, Count Basie e altri. Paradossalmente, non ha mai registrato con il suo più illustre "allievo", il cantante, bandleader e musicista Billy Eckstine.
Pass e Ella Fitzgerald registrarono quattro album insieme per la Pablo Records, verso la fine della carriera della Fitzgerald: Take Love Easy (1973), Fitzgerald and Pass... Again (1976), Speak Love (1983) e Easy Living (1986).
Joe Pass è morto per un cancro al fegato a Los Angeles, California, nel 1994, all'età di 65 anni.

## Eredità
Oltre alle sue performance di insieme, la comunità jazzistica considera Joe Pass come un influente chitarrista solista. Il suo solismo era marcato da un'avanzata tecnica lineare, un sofisticato senso armonico, contrappunto tra linee di improvvisazione, linee di basso e accordi, modulazioni spontanee, e transizioni da tempi veloci a passaggi in rubato. Aggiungeva sempre quelli che lui chiamava "i colori" alle sue composizioni, per dare quello che credeva essere un suono più sofisticato e "particolare": raggiungeva questo obiettivo prendendo l'accordo di base, ad esempio G7, e improvvisando o sostituendo certe note, per suonare ad esempio un accordo di G13, o aggiungendo altri gradi della scala come quinte e none aumentate o diminuite; le collegava spesso cromaticamente usando una linea di walking bass di note dominanti.
Lo stile del primo Joe Pass (influenzato dal chitarrista Django Reinhardt e dal sassofonista Charlie Parker), era marcato da veloci linee a nota singola e da un fluente senso melodico. Pass ebbe sempre la strana abitudine di rompere i plettri in due e suonare solo con la parte più piccola, ma quando passò da performance d'insieme al chitarrismo solistico, preferì abbandonare totalmente il plettro, e suonare con le dita, trovando che questo gli permetteva di realizzare più facilmente i suoi concetti armonici.
La sua serie di album da solista, Virtuoso (volumi da 1 a 4) è una dimostrazione della raffinata tecnica di Pass.
Joe Pass lasciò che alcuni costruttori di strumenti usassero il suo nome su alcuni modelli di chitarre, ma usava quegli strumenti solo per soddisfare i suoi obblighi verso quelle case produttrici, o come strumenti da viaggio. In realtà suonava (principalmente) una Gibson ES-175 e una chitarra costruita appositamente per lui dal liutaio Jimmy D'Acquisto.
La Epiphone ha prodotto un'edizione della linea di semiacustiche Emperor in suo onore; in precedenza, la Ibanez produceva una chitarra modello Joe Pass, come continua a fare con influenti chitarristi jazz come George Benson e Pat Metheny.

## Discografia

### Album solisti
- The Stones Jazz
- Virtuoso
- Virtuoso II
- Virtuoso III
- Virtuoso IV
- Virtuoso Live!
- At Montreux Jazz Festival
- Montreux '77 - Live
- I Remember Charlie Parker
- University of Akron Concert
- Blues for Fred
- What Is There to Say
- Songs for Ellen
- Unforgettable
- Blues Dues
- Joe pass guitar interludes psyche jazz lp

### Con Oscar Peterson
- A Salle Pleyel
- Porgy and Bess
- The Good Life (with Niels-Henning Ørsted Pedersen)
- The Trio
- The Paris Concert (with Niels-Henning Ørsted Pedersen)
- The Giants (with Ray Brown)
- If You Could See Me Now (with Niels-Henning Ørsted Pedersen, Martin Drew)
- A Tribute to My Friends (with Niels-Henning Ørsted Pedersen, Martin Drew)
- Face to Face (With Niels-Henning Ørsted Pedersen, Freddie Hubbard)

### Con Niels-Henning Ørsted Pedersen
- Chops
- Northsea Nights
- Digital III at Montreux (1979)
- Eximious

### Con Ella Fitzgerald
- Take Love Easy (1973)
- Ella in London (1974) live al Ronnie Scott's club - London (con Ella Fitzgerald vocals, Tommy Flanagan piano, Keter Betts bass, Bobby Durham drums)
- Fitzgerald and Pass... Again (1976)
- Ella Abraca Jobim (1981)
- Speak Love (1983)
- Easy Living (1986)
- Gee Baby 'Aint I Good To You (1986)
- Sophisticated Lady (2001)

### Con Altri Musicisti
- Sounds of Synanon (with Arnold Ross, Dave Allan, et al.) (1962)
- Catch Me! (with pianist Clare Fischer, bassist Ralph Pena, and drummer Larry Bunker (1963)
- Joy Spring (con Mike Wofford, Jim Hughart, Colin Bailey) (1964)
- For Django (Joe Pass Quartet, with John Pisano, Jim Hughart, and Colin Bailey) (1964)
- We'll Be Together Again (with J.J. Johnson)
- Moment of Truth (with the Gerald Wilson Orchestra)
- Portraits (with the Gerald Wilson Orchestra)
- On Stage (with the Gerald Wilson Orchestra)
- Somethin' Special (with Les McCann)
- On Time (with Les McCann)
- Jazz As I Feel It (with Les McCann)
- Simplicity (Joe Pass Quartet, featuring Clare Fischer)
- Brassamba (with Bud Shank)
- Folk 'n' Flute (with Bud Shank)
- Dizzy's Big 4 (with Dizzy Gillespie, Ray Brown, Mickey Roker) (1974)
- Portraits Of Duke Ellington (Ray Brown bass, Bobby Durham drums) (1974)
- Intercontinental (with Eberhard Weber and Kenny Clare)
- How Long Has This Been Going On? (with Sarah Vaughan, Oscar Peterson, Ray Brown, Louie Bellson) (1978)
- Joe's Blues (with Herb Ellis)
- Jazz Concord (with Herb Ellis, Ray Brown, and Jake Hanna)
- Seven Come Eleven (with Herb Ellis)
- Two for the Road (with Herb Ellis)
- Ira, George, And Joe (with John Pisano, Jim Hughart, and Shelly Manne)
- Summer Nights (with John Pisano)
- Quadrant (with Milt Jackson, Ray Brown, and Mickey Roker)
- Appassionato (with John Pisano)
- Duets (with John Pisano)
- Live at Yoshi's (with John Pisano)
- My Song (with John Pisano)
- Tudo Bem (with Paulinho Da Costa) (1992)
- After Hours (with André Previn and Ray Brown) (1989)
- Roy Clark and Joe Pass Play Hank Williams (with Roy Clark) (1994)